# Galliano

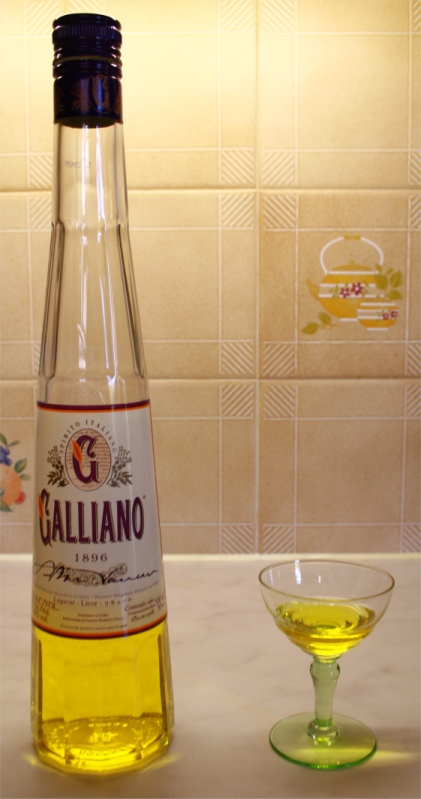
Galliano Smooth Vanilla (bis 2008)

Galliano ist eine Marke für italienische Liköre, die seit 2006 zum niederländischen Spirituosenkonzern Lucas Bols gehört. Am bekanntesten sind die gelben Galliano-Liköre, die historisch in verschiedenen Varianten angeboten wurden. Seit 2010 sind in Deutschland ein gelber Vanille- und ein Kräuterlikör erhältlich.

## Geschichte
1896 kreierte der Italiener Arturo Vaccari aus Livorno in der Toskana einen intensiv gelben Kräuterlikör, den er nach dem Major Giuseppe Galliano benannte. Dieser hatte im ersten Abessinienkrieg 1895/1896 eine italienische Festung gegen eine Übermacht verteidigt und fiel wenig später in der Schlacht von Adua, wofür ihm postum die goldene Tapferkeitsmedaille verliehen wurde. Die goldgelbe Färbung wiederum sollte an italienische Auswanderer erinnern, die im Zuge des Goldrausches in der zweiten Hälfte des 19. Jahrhunderts in die USA emigrierten.
Im Zweiten Weltkrieg soll Vaccaris Destillerie in Livorno zerstört worden sein. Später wurde in Solaro bei Mailand produziert. 1989 übernahm der französische Spirituosenkonzern Rémy Cointreau die von der Schließung bedrohte Likörfabrik Distillerie Riunite di Liquori (D.R.L.) in Solaro, in der seinerzeit gut 50 Mitarbeiter beschäftigt waren.
Seit den 1980er Jahren ist Galliano, nach Erfolgen in den USA, auch auf dem deutschen Markt verfügbar. Allerdings ist die ursprüngliche Rezeptur des gelben Galliano im Laufe der Zeit mehrfach verändert worden. So wurde der farbgebende Safran durch den künstlichen Farbstoff E 102 (Tartrazin) und Zuckercouleur ersetzt. Außerdem wurde der Likör süßer und milder. So war außerhalb Italiens bis 2008 ausschließlich eine als Galliano Smooth Vanilla bezeichnete Variante mit 30 % Vol. erhältlich. In diesem süß-würzigen Likör waren die Vanillearomen deutlich herauszuschmecken.
Im Zuge des Management-Buy-outs und der Ausgliederung von Bols aus der Rémy-Cointreau-Gruppe wechselten 2006 auch die italienischen Likörmarken Galliano und Vaccari zur neuen Lucas Bols B.V. Ende 2008 nahm Bols überraschend den bisherigen Galliano Smooth Vanilla vom Markt und ersetzte ihn durch den Kräuterlikör Galliano L’Autentico. Dieser vermeintlich „authentische“ Galliano sollte wieder dem ursprünglichen Original entsprechen und wies nicht nur einen deutlich höheren Alkoholgehalt (42,3 % Vol.), sondern auch eine leicht grünlichere Färbung als sein Vorgänger, vor allem aber ein völlig anderes Geschmacksprofil auf. Doch nur wenige Monate später, im Frühjahr 2010, kündigte Bols an, den bisherigen Smooth Vanilla wieder herzustellen und ihn neben dem L’Autentico fortan als „klassischen“ Galliano Vanilla zu vermarkten.
In Europa wird Galliano durch Maxxium, eine Vertriebstochter der Beam Global Spirits & Wine Inc. mit der Edrington-Group, vertrieben.

## Die Galliano-Liköre
Der gelbe Galliano L’Autentico wird aus mehr als 30 verschiedenen Kräutern wie z. B. Anis, Minze und Wacholder durch mehrfache Infusionen und Destillationsschritte hergestellt. Er ist mit 42,3 % Vol. hochprozentiger, schärfer und würziger als Galliano Smooth Vanilla und erinnert geschmacklich an den französischen Kräuterbitter Chartreuse jaune (gelber Chartreuse), wobei Anis deutlich zu schmecken ist. Galliano Smooth Vanilla und sein Nachfolger Galliano Vanilla sind süß-würzige Vanilleliköre mit 30 % Vol. Die typische hohe und schlanke Flasche wurde bei der Produktumstellung 2008 nur minimal verändert. Die seitdem verwendeten 0,7-Liter-Flaschen sind knapp 44 cm hoch.
Wenn in Cocktailrezepten als Zutat nur „Galliano“ verlangt wird, ist zwar stets gelber Galliano gemeint. Dabei kann es sich aber, je nach Entstehungszeit und -ort des Rezeptes, um geschmacklich sehr unterschiedliche Liköre handeln. Bekannte Cocktails mit Galliano sind die Shortdrinks Golden Cadillac und Golden Dream sowie der Longdrink Harvey Wallbanger. Beide lassen sich sowohl mit dem milderen Vanillelikör Galliano (Smooth) Vanilla als auch mit dem Kräuterlikör Galliano L’Autentico, mixen, welcher den Rezepturen vermutlich ursprünglich zugrunde lag. Mit welchem Produkt der von Charles Schumann 1979 kreierte Flying Cangaroo, eine Colada-Variante, ursprünglich zubereitet wurde, ist unklar; in den verschiedenen Barbüchern des Autors wird die Zutat lediglich mit Galliano bezeichnet.
Neben den beiden gelben Galliano-Likören gibt es noch weitere: Galliano Ristretto, ein dunkler Espresso-Likör aus Arabica- und Robusta-Bohnen, sowie Galliano Balsamico, ein Likör mit Balsamicoessig. Beide waren lange Zeit nur in Italien erhältlich, seit 2010 wird Galliano Ristretto auch in Deutschland vermarktet. 2017 wurde der Amaro Galliano l’Apéritivo vorgestellt, dabei handelt es sich um einen roten Aperitif aus Zitrusfrüchten und Gewürzen. Darüber hinaus gibt es einen Amaretto. Alle Galliano-Liköre werden in einer charakteristischen hohen Flasche angeboten.